# Kungsbacka station
Kungsbacka station är en järnvägs- och busstation i Kungsbacka, Halland, Sverige. Stationen öppnades den 1 september 1888, då Göteborg–Hallands Järnväg stod klar. Numera kallas järnvägen Västkustbanan och går mellan Göteborg och Lund.
Tågen som stannar vid stationen tillhör Västtågen (Göteborg–Kungsbacka samt Göteborg–Varberg) och Öresundståg (Göteborg–Helsingborg–Malmö–Köpenhamn).
Det är fyra spår med plattform vid stationen. Spår 1 ligger längst från stationshuset och används från 2012 för pendeltåg för att få högre kapacitet. Spår 4 används sedan tidigare för pendeltåg. Spår 2 (södergående) och spår 3 (norrgående) används för genomgående tåg såsom Öresundståg. Spårområdet byggdes om inför pendeltågens introduktion år 1992.
Vid stationen finns busstationen, som har busslinjer mest inom Kungsbacka tätort och Kungsbacka kommun.

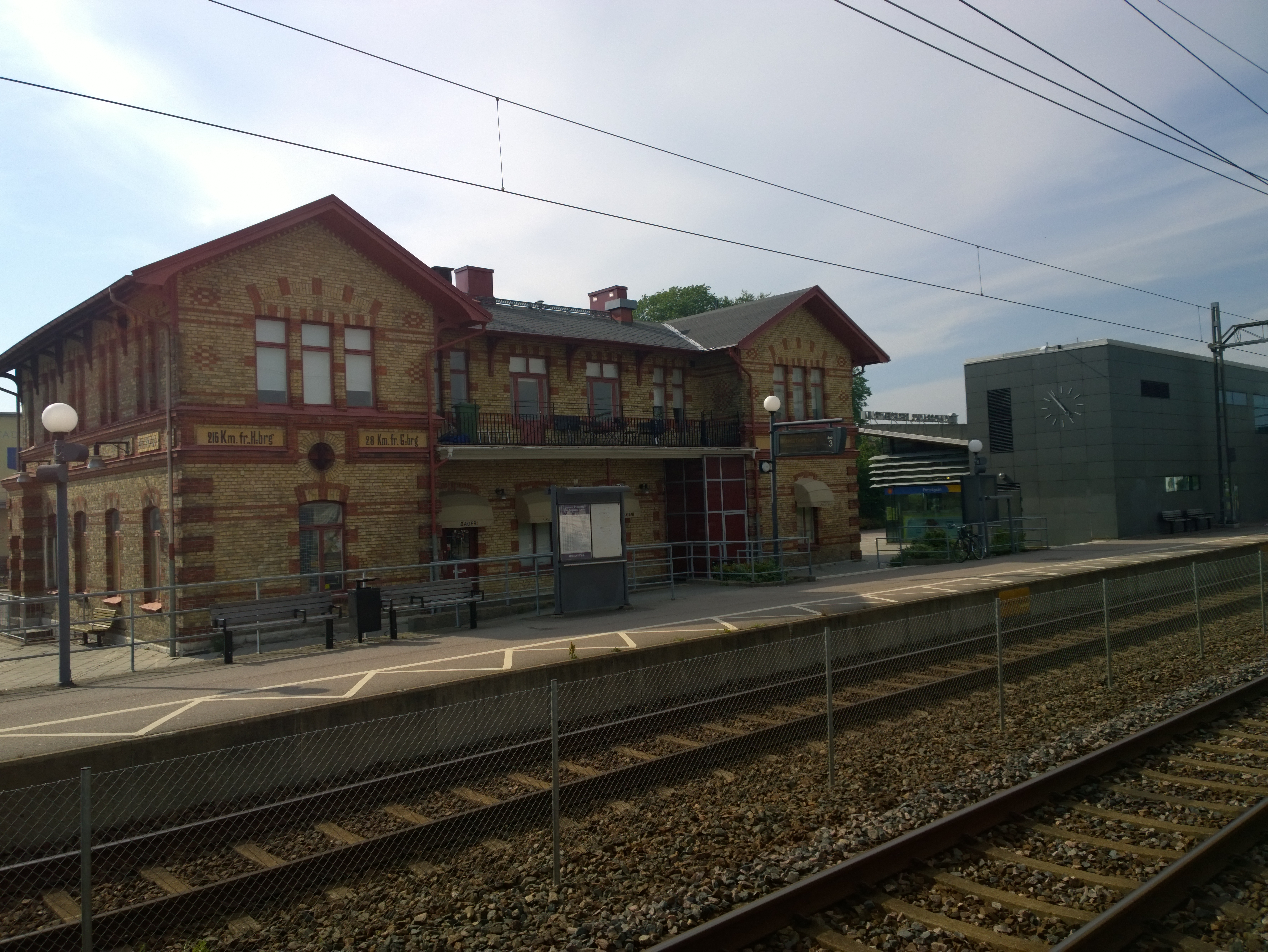
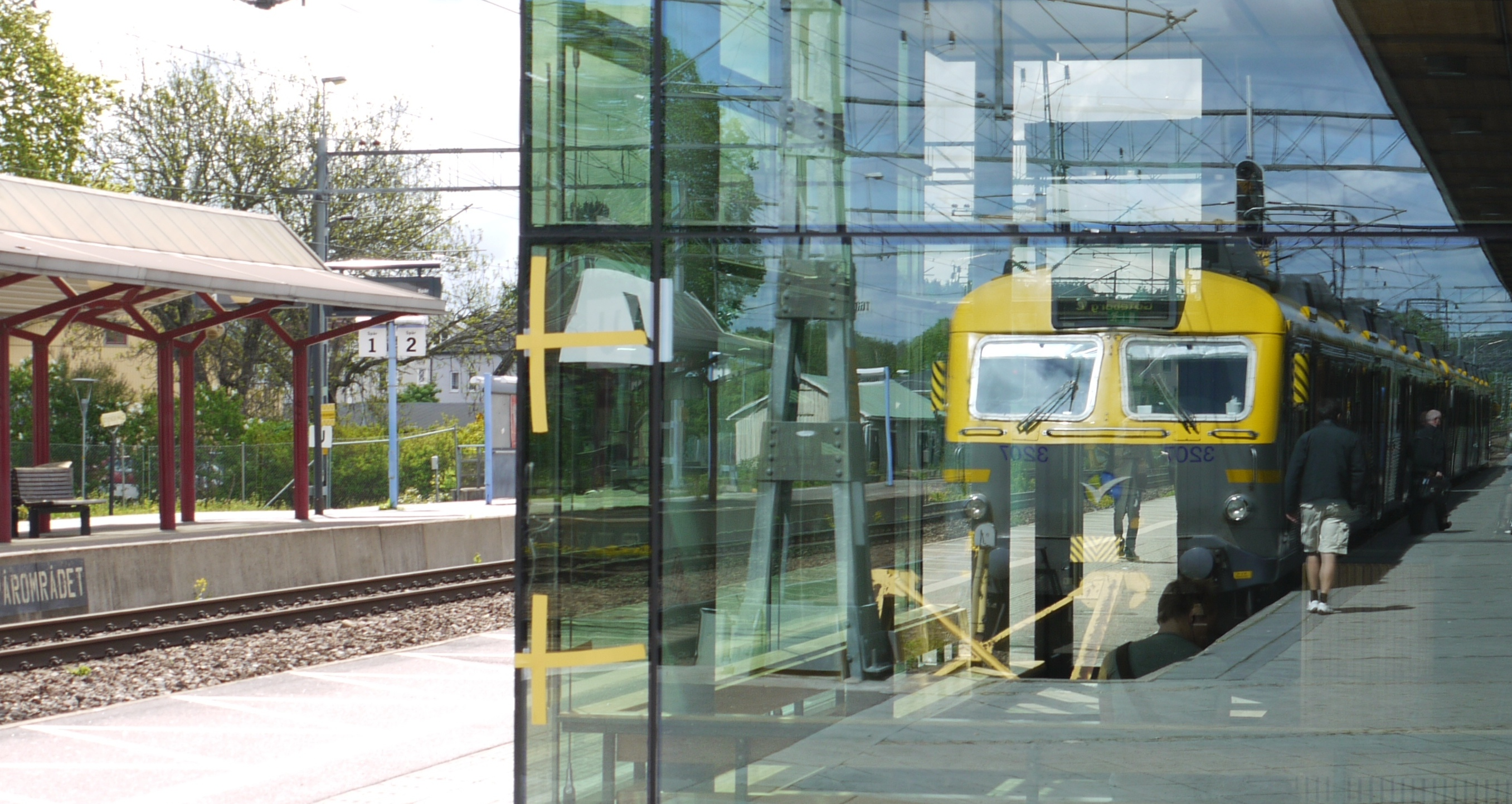
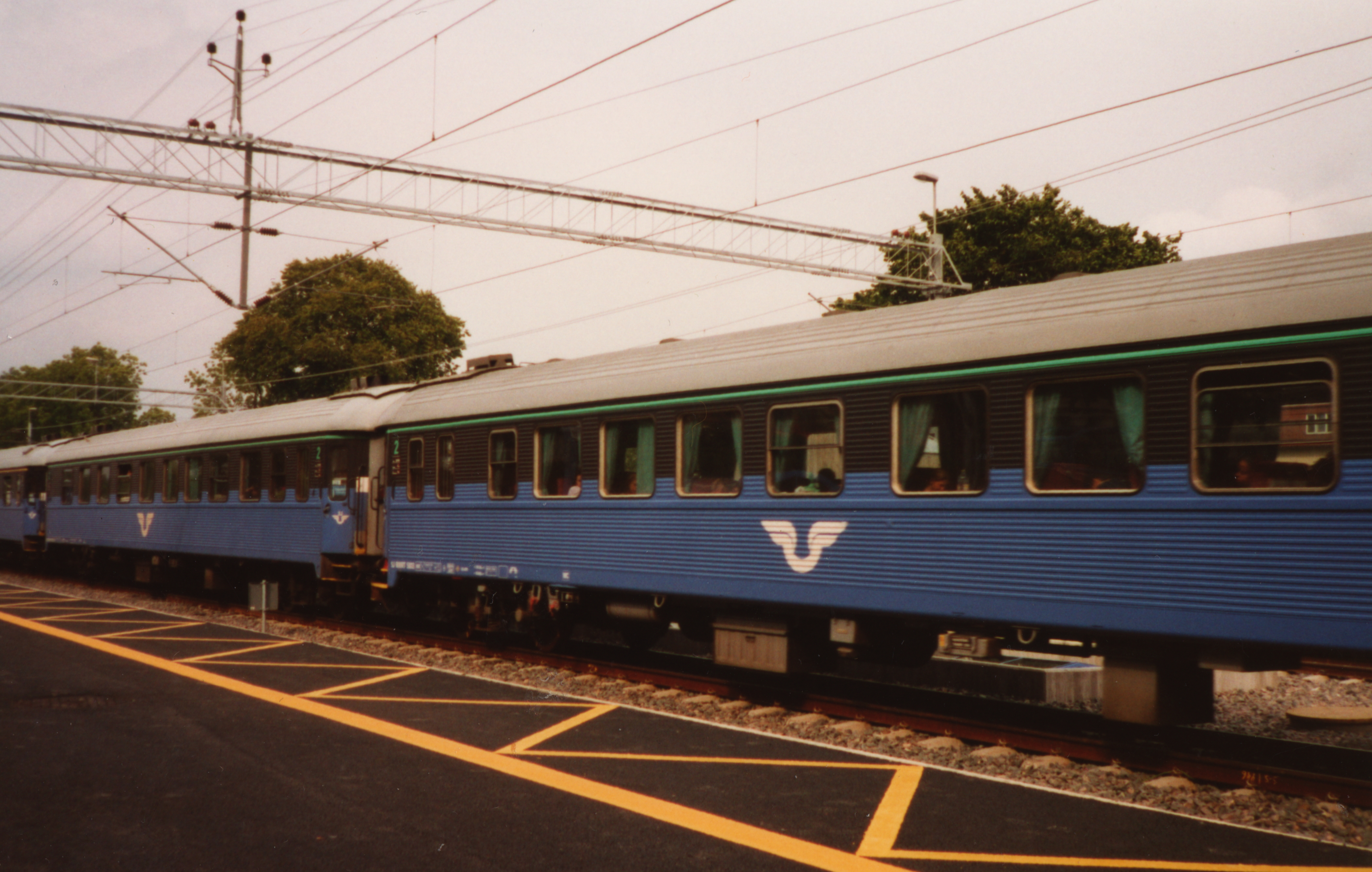